# Мірдалсйокутль
Мірдальсйокютль (ісл. Mýrdalsjökull, ˈmirtalsˌjœːkʏtl д·і) — льодовик на півдні Ісландії.

## Географія
Розташований за 180 км на південний схід від Рейк'явіка та за 20 км на схід від льодовика Ейяф'ятлайокютль. Найближче селище — Вік.
Між цими двома льодовиками знаходиться один з найпопулярніших пішохідних маршрутів Ісландії — Fimmvörðuháls.
Площа льодовика становить 695 км².
Льодовикова шапка цього льодовика покриває діючий вулкан Катла, що вивергається зазвичай кожні 40–80 років.
Висота вершини Мірдальсйокютля — 1493 метри.